# Panafrikanske farver
De panafrikanske farver er faktisk to sæt farver, nogle gange bruges begrebet om rød, gul og grøn, andre gange om rød, sort og grøn.
Det første farvesæt finder vi igen på mange afrikanske flag, og det har sin oprindelse i Etiopien, hvor også rastafaribevægelsen har hentet sine farver. Undtaget i en lille periode med italiensk besættelse var Etiopien ikke under europæisk kontrol i kolonitiden, og landet blev på grund af dette beundret af mange afrikanske lande som netop havde fået sin uafhængighed. Brugen af farverne i deres eget flag blev en konsekvens af dette, og den første afrikanske stat, som tog farverne i sit nye flag var Ghana i 1957. 
Mange afrikanske lande fulgte etter, og farverne er også blevet taget i brug af mange panafrikanske organisationer verden rundt. Også lande udenfor Afrika tog farver i sine flag for at vise Afrikas tilhørigheden. Et eksempel på dette er Grenada. 
Det andet farvesæt, rød, sort og grøn, bliver af andre set som de egentlige panafrikanske farver på grund af det farverne symboliserer. Rødt er for det blod, som er spildt i kampen for frihed, sort er for de sorte mennesker og grøn er for naturrigdommen i Afrika. Farverne blev taget i brug i 1920 på grund af manglen på afrikanske fællessymboler. 
Ikke alle flag med de panafrikanske farver repræsenterer en forbindelse med Afrika. Bolivias og Litauens flag bruger rød, grøn og gul uden relation til Afrika. Det samme gør Guyana, men selv om en stor del af befolkningen er af afrikansk oprindelse har farverne i flaget altså ikke noget med dette at gøre.

## Nuværende flag med de panafrikanske farver
De følgende flag kombinerer tre eller fire af farverne rød, sort, grøn og gul for at symbolisere den afrikanske tilhørighed.

### Afrika
- Angola
- Benin
- Burkina Faso
- Den centralafrikanske republik
- Etiopien
- Ghana
- Guinea
- Guinea-Bissau
- Cameroun
- Kenya
- Libyen
- Malawi
- Mali
- Mauretanien
- Mozambique
- Republikken Congo
- São Tomé og Príncipe
- Senegal
- Sydafrika
- Sydsudan
- Togo
- Zambia
- Zimbabwe

### Caribien
- Dominica
- Grenada
- Jamaica
- Saint Kitts and Nevis

### Sydamerika
- Fransk Guyana (uofficielt)
- Guyana
- Surinam

## Tidligere flag med de panafrikanske farver
- Biafra (1967–1970)
- Kap Verde (1975–1992)
- Republikken Congo (1970–1991)
- Ghana (1964–1966)
- Haiti (1964-1986)
- Malawi (2010-2012)
- Rwanda (1961–2001)
- Sydkasai (1960–1961)
- Zaire (Demokratiske Republik Congo) (1971–1997)
- Zimbabwe Rhodesia (Zimbabwe) (1979)

## Eksternt link
- Flag Story Arkiveret 15. juni 2006 hos  Wayback Machine